# 藏裔加拿大人
藏裔加拿大人，是加拿大亞裔一小部分。但他們是亞洲以外最大的海外藏人群體。在1970年代初開始有藏族移民加拿大。
到2006年，加拿大的藏族人口估計在5,820，而且持續成長。大多數藏族加拿大人住在多倫多大都市區（估計3,475）。
他們幾乎全部信仰藏傳佛教。